# NGC 2726
NGC 2726 est une galaxie spirale située dans la constellation de la Grande Ourse. NGC 2726 a été découverte par l'astronome germano-britannique William Herschel en 1790.

## Caractéristiques
Sa vitesse par rapport au fond diffus cosmologique est de 1 673 ± 9 km/s, ce qui correspond à une distance de Hubble de 24,7 ± 1,7 Mpc (∼80,6 millions d'al).
À ce jour, quatre mesures non basées sur le décalage vers le rouge (redshift) donnent une distance de 48,425 ± 16,329 Mpc (∼158 millions d'al), ce qui nettement est à l'extérieur des valeurs de la distance de Hubble. Notons que c'est avec la valeur moyenne des mesures indépendantes, lorsqu'elles existent, que la base de données NASA/IPAC calcule le diamètre d'une galaxie et qu'en conséquence le diamètre de NGC 2726 pourrait être d'environ 12,9 kpc (∼42 100 al) si on utilisait la distance de Hubble pour le calculer.
La classe de luminosité de NGC 2726 est I  et elle présente une large raie HI.

## Supernova
La supernova SN 1995F a été découverte le 10 février 1995 dans NGC 2726 par D. J. Lane et P. Gray de l'observatoire Burke-Gaffney de l'université Saint Mary. Cette supernova était de type Ic.

## Groupe de NGC 2768
NGC 2726 ainsi que les galaxies NGC 2654, NGC 2742, NGC 2768 et UGC 4549 forment le groupe de NGC 2768. Trois de ces galaxies (NGC 2654, NGC 2742 et NGC 2768) sont également indiquées comme faisant partie de ce groupe par Richard Powell.